# Hieronymus Wolf

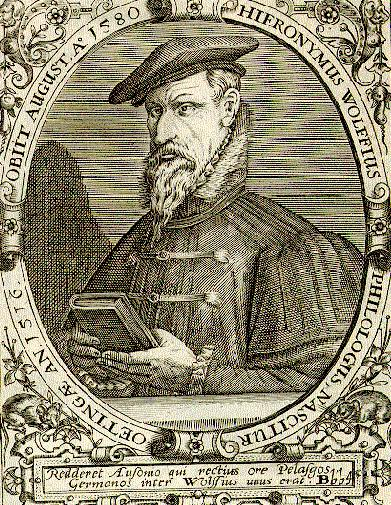
Hieronymus Wolf

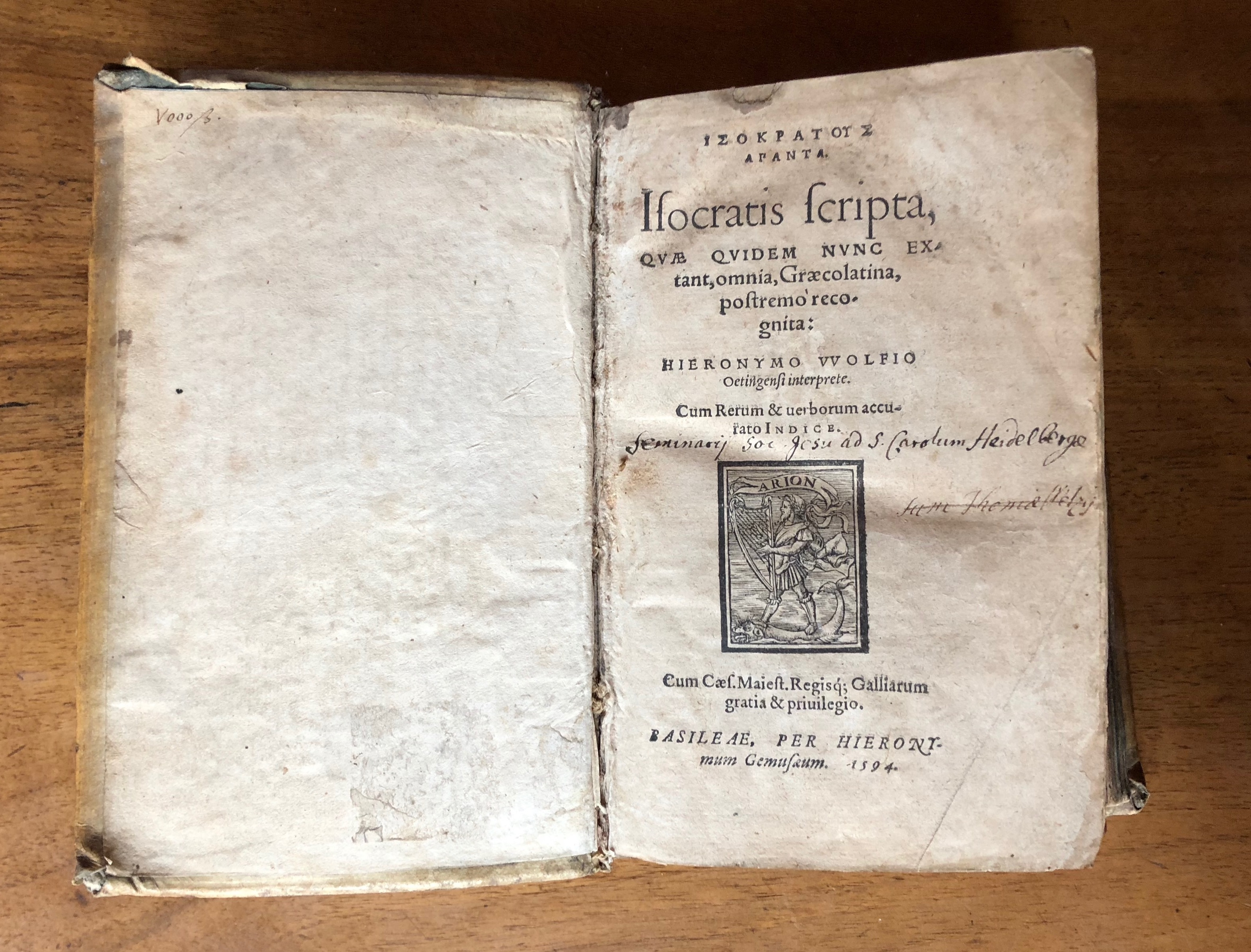
Isocratis scripta, Basel 1594

Hieronymus Wolf (* 13. August 1516 in Oettingen; † 8. Oktober 1580 in Augsburg) war ein deutscher Humanist, Philologe und Bibliothekar. Er gilt als Begründer der deutschen Byzantinistik.

## Leben und Werk
Hieronymus Wolf wurde 1516 in Oettingen geboren. Schon im Kindesalter verlor der hochbegabte Junge seine Mutter, die an einer wahrscheinlich erblichen Geisteskrankheit litt und in eine Anstalt eingewiesen wurde, wo sie noch lange Jahre in geistiger Umnachtung lebte. Wolf besuchte die Schule in Nördlingen und war bereits mit 14 Jahren Schreiber auf der Burg Harburg.
Schon früh zeigte sich seine Neigung zu Philosophie, Geschichte und Humanismus. Einflussreiche Personen wurden auf das Talent aufmerksam und förderten es. Besonders in Nürnberg fand er wohlgesinnte Mentoren und Förderer. 1536 starb sein Vater an den Folgen eines Unfalls. Wolf kehrte pflichtbewusst nach Oettingen zurück, um sich um den vier Jahre jüngeren Bruder Heinrich Wolff zu kümmern, der später ein bekannter Arzt in Nürnberg wurde. Von 1537 bis 1539 studierte er in Wittenberg, dem Zentrum der reformatorischen Aufklärung und des Humanismus in der Renaissance. Zu seinen dortigen Lehrern gehörte unter anderem Melanchthon.
Von 1543 bis 1545 war er Rektor in Mühlhausen, kehrte für kurze Zeit als Lehrer nach Nürnberg zurück, von wo er vor vermeintlichen Mordversuchen in Panik floh, reiste bald nach Tübingen, dann nach Straßburg. 1548 wurde er an der Universität Basel immatrikuliert, wo er seinen Freund und späteren Herausgeber seiner Werke Johannes Oporin kennenlernte. In den Jahren 1550/51 betreute er begabte deutsche Studenten als Präzeptor in Paris, das er in einem erneuten Anfall von Verschwörungswahn und Todesangst fluchtartig verließ.
Er lehnte eine angebotene Stelle als Geschichtsprofessor in Basel ab und wurde 1551 Sekretär und Bibliothekar bei Johann Jakob Fugger in Augsburg. Der Nachkomme der berühmten Handelsdynastie war selbst der Literatur und Geschichte mehr zugetan als dem Handelsgeschäft. In seinem Bestreben, möglichst alle bedeutenden Werke der klassischen Literatur zu sammeln, fand er in Wolf einen eifrigen Bundesgenossen. Wolf lebte in seinem Haus und erhielt ein sehr großzügiges Gehalt. Dieses nutzte er nahezu ausschließlich, um seine eigene Büchersammlung zu erweitern, deren erste Anschaffungen er sich buchstäblich vom Munde abgespart hatte. Einige Jahre später war Fugger mangels Geschäftssinns so hoch verschuldet, dass er inhaftiert wurde.
1557 nahm Wolf, seines Förderers verlustig, die Stelle als Rektor des St.-Anna-Gymnasiums an, und wurde damit zugleich Augsburger Stadtbibliothekar. Er teilte sich das Amt mit Matthias Schenck, der sich für die Berufung Wolfs starkgemacht hatte. In dieser Funktion erwarb er sich große Verdienste. Er erweiterte die Bestände um wichtige Werke. Unter seiner Leitung erhielt die Augsburger Stadtbibliothek ein eigenes Gebäude, den ersten eigenständigen Bibliotheksbau Deutschlands.
Bereits in frühen Jahren hatte Wolf begonnen, griechische Schriften bedeutender Gelehrter der Antike und Spätantike ins Lateinische zu übersetzen. Zusätzlich versah er seine Transkriptionen mit zahlreichen Erklärungen, Kommentaren und Hinweisen. 1548 und 1549 veröffentlichte Johannes Oporin Wolfs kommentierte Übersetzungen wichtiger Werke von Isokrates und Demosthenes. Wolf hatte sich vorgenommen, systematisch Isokrates’ gesamte Werke zu übersetzen. Ebenso fasziniert war er von der Kultur und Wissenschaft des über 1000 Jahre lang bestehenden Oströmischen Reiches, das als Nachfolger des antiken Römischen Reichs bis zum Spätmittelalter das dominierende Imperium des Orients war. Seiner Arbeit ist es zu verdanken, dass viele Schriften dieser Zeit erhalten sind und späteren Historikern als Grundlage für die detaillierte Rekonstruktion jener Epoche dienen konnten. Wolf prägte auch den bis heute gängigen Begriff Byzanz bzw. Byzantinisches Reich, der auf dem Namen der vorchristlichen Siedlung Byzantion basiert, an deren Stelle die Metropole Konstantinopel errichtet wurde. Weder Kaiser Konstantin der Große noch seine Nachfolger bezeichneten ihr Reich jemals so; in ihrer Vorstellung repräsentierten sie das Römische Reich, und dementsprechend nannten sie sich selbst auch Römer (griech. Romaioi bzw. Ρωμαῖοι). Auf Wolfs Vorarbeiten beruhen die Forschungen vieler späterer Gelehrter, aus denen sich der eigene interdisziplinäre Wissenschaftszweig der Byzantinistik entwickelte.
Seine Privatbibliothek (ca. 1200 Drucke in 650 Bänden) verkaufte er 1578 aus finanziellen Gründe an das 'Gymnasium Illustre' in Lauingen; sie befinden sich seit 1822 in der Staatlichen Bibliothek Neuburg an der Donau.
Hieronymus Wolf starb 1580 in Augsburg.

## Charakter und psychische Störungen
Wie oben beschrieben, hielt es Wolf anfangs nie lange an einem Ort. Anhand seiner Autobiographie und erhaltener Notizen schließen Historiker auf eine erblich bedingte, wahrscheinlich von der Mutter ererbte Veranlagung zu psychischen Verhaltensstörungen. Er wurde zeitlebens von Depressionen, Selbstzweifeln und Verfolgungswahn geplagt. Obwohl er Kontakt zu bedeutenden Persönlichkeiten seiner Zeit hatte – neben den oben angeführten Melanchthon, Oporin und Fugger gehörte dazu beispielsweise auch Tycho Brahe – beklagte er sich stets über mangelnde Akzeptanz und Spott seiner Mitbürger. Seine Verschwörungsfanatsien verursachten u. a. die panikartige Flucht aus Nürnberg, wo er sich eigentlich wohl fühlte und gerne geblieben wäre. Er bildete sich ein, man wolle ihn vergiften, sah Spinnen im Essen (das angeblich verhext war) und zeigte sogar klinische Symptome. Diese Störungen dürften verstärkt worden sein durch den festen Glauben an Magie und Astrologie, dem Wolf, wie viele seiner – auch gebildeten – Zeitgenossen anhing.
Er lebte zurückgezogen, in seine Arbeit vertieft und mied möglichst gesellige Runden mit Studien- und Fachkollegen, die tatsächlich über seine Weltfremdheit spotteten. Zudem hielt er sich selbst für hässlich. Zeitgenössische Porträts lassen in der Tat auf nicht sehr vorteilhaftes Aussehen schließen. Wolf schielte stark auf einem Auge, was seine Sehkraft in späten Jahren sehr beeinträchtigte. Gegenüber Frauen verhielt er sich stets zurückhaltend und scheu – über sexuelle oder auch nur platonische Beziehungen liegen über lange Zeit keine Indizien vor. Erst spät, nachdem er Fuggers Haus verlassen und einen eigenen Haushalt gründen musste, näherte er sich seiner Haushälterin und verliebte sich schließlich in sie. Eine Heirat wurde ihm von den Verantwortlichen der Stadt Augsburg – seinem Arbeitgeber – jedoch wegen des Standesunterschiedes verwehrt. Er lebte bis zu seinem Tode mit ihr zusammen, hinterließ aber keine Kinder.